# Nestor Sezefredo dos Passos
Nestor Sezefredo dos Passos (Florianópolis, 29 de fevereiro de 1872 — Rio de Janeiro, 18 de outubro de 1941) foi um general-de-divisão brasileiro, que foi Ministro da Guerra no Governo Washington Luís.

## Carreira Militar
Nestor Sezefredo dos Passos nasceu em Desterro, hoje Florianópolis, no dia 29 de fevereiro de 1872, filho de José Filipe dos Passos e de Maria Vicência dos Passos. Sentou praça no Exército Brasileiro em 1888, matriculando-se no curso preparatório anexo à então Escola Militar da Corte. Em 1890, sua matrícula foi transferida para o primeiro ano do curso geral da Escola Tática e de Tiro de Rio Pardo. Em 1891, foi incluído no 6º Regimento de Cavalaria, em Santa Vitória do Palmar. Por ter se envolvido na Revolução Federalista, iniciada em 1893 no Rio Grande do Sul, nesse mesmo ano foi desligado do Exército.
Transferiu-se então para Porto Alegre, onde se empregou no comércio e deu aulas. Beneficiado pela anistia de outubro de 1895, voltou ao Exército no posto de alferes-aluno. Foi servir no 36º Batalhão de Infantaria, aquartelado em Florianópolis, em cuja imprensa colaborou, escrevendo em O Estado. Voltou à Escola Militar em 1899. Recebeu o grau de bacharel em matemática e ciências físicas em 1902, ano em que obteve promoção para segundo-tenente.
Em 1903, foi promovido a primeiro-tenente. Nesse posto, tomou parte, em Mato Grosso, das lutas que se travaram entre os legalistas de Generoso Pais Leme de Sousa Ponce e a oposição nacional. Esta, desgostosa de haver perdido as eleições para a Assembleia Constituinte do estado, aliou-se a um grupo de militares, depôs as autoridades locais e obrigou o presidente do estado, Manuel José Murtinho, a renunciar. Sezefredo dos Passos participou também da construção de linhas telegráficas efetuada pela missão conduzida por Cândido Rondon, que percorreu o estado de Mato Grosso. Em 1904 serviu em Corumbá e, em 1905, dirigiu a construção do ramal do Forte de Coimbra, o qual também comandou. Em 1906, atuou em operações de guerra em Cuiabá, na mesma luta entre legalistas e nacionais, que se vinha estendendo desde 1892. Foi promovido a capitão em 1907.
Em 1909, foi classificado na 10ª Companha Isolada de Infantaria, em São Paulo. Desempenhou, interinamente, as funções de chefe do estado-maior da 10ª Inspeção Permanente. Ainda nesse ano, representou no Sul do país os interesses do Ministério da Marinha. Em 1910, seguiu para Santos a fim de proteger o porto e a Fortaleza de Itaipu contra possíveis ataques dos navios participantes da Revolta da Chibata, sublevação de marinheiros comandada por João Cândido.
Em 1911, em Manaus, voltou a fazer parte da comissão de linhas telegráficas encarregada do trecho Mato Grosso-Amazonas. Servindo em Santa Catarina em 1912, atuou em Campos Novos na luta contra os rebeldes do Contestado, movimento popular de caráter messiânico. Em 1914, ano em que foi promovido a major, combateu os revoltosos em Taquaruçu e Caraguatá. Em 1915, lutou no reduto de Santa Maria em Santa Catarina.
Transferido em 1916 para o 2º Regimento de Infantaria, na cidade do Rio de Janeiro, então Distrito Federal, ali comandou o 5º Batalhão. Em 1917 foi promovido a tenente-coronel, servindo depois no gabinete do general Alberto Cardoso de Aguiar, ministro da Guerra. Em 1919, ascendeu a coronel, sendo transferido para o Rio Grande do Sul. Entre 15 de março de 1920 e 9 de fevereiro de 1921, comandou a Escola de Estado-Maior, atual Escola de Comando e Estado-Maior do Exército.
Em julho de 1922, estava no comando do 1º Regimento de Infantaria, aquartelado na Vila Militar,  quando ali ocorreu o levante dos tenentes, articulado com as rebeliões do Forte de Copacabana e da Escola Militar do Realengo. Os sediciosos protestavam contra o fechamento do Clube Militar e a prisão do marechal Hermes da Fonseca, no primeiro movimento do ciclo de revoltas armadas que marcou a década de 1920 no país. No dia 4 de julho de 1922, véspera da data marcada para a sublevação, o coronel Sezefredo dos Passos recebeu ordem de prender, na estação da Vila, os oficiais suspeitos das articulações. Na madrugada do dia 5, surpreendeu no cassino da Vila Militar o tenente Frederico Cristiano Buys, que estava organizando os revoltosos. Estes foram presos, depois que Sezefredo dos Passos mandou cercar o local. O coronel contribuiu, assim, para dominar o levante, que ficou limitado à Escola Militar e ao Forte de Copacabana, tendo sido sufocado no mesmo dia. Em agosto de 1922, foi promovido a general-de-brigada.
Em 1924, comandando uma unidade de combate, participou da luta contra os rebeldes de São Paulo, que, em levante irrompido a 5 de julho, pretendia depor o presidente Artur Bernardes. Esse movimento desdobrou-se em duas fases. Na primeira, os revolucionários ocuparam a capital e algumas cidades de São Paulo. Na segunda, os sediciosos paulistas, retirando-se para o interior, uniram-se aos gaúchos para formar a Coluna Prestes, que ao longo de 12 meses percorreu o interior do Brasil. Em março de 1925, Sezefredo dos Passos, com o general Cândido Mariano da Silva Rondon, dirigiu as operações de guerra contra esses revoltosos, que haviam assumido o controle da situação no oeste do Paraná. Ocupando uma vasta região que ia de Guaíra a Foz do Iguaçu, os revolucionários deram início à Campanha do Paraná, “uma das mais violentas de que há memória nos fastos militares do Brasil”, segundo Lourenço Moreira Lima em seu livro A Coluna Prestes. Os soldados do governo constituíam um corpo de cerca de 12 mil homens, composto das melhores tropas do país e munido de todos os recursos necessários à campanha. No entanto, apesar de sua grande superioridade, o corpo legalista foi rechaçado por algum tempo, até a chegada de reforços, quando as tropas governamentais forçaram a queda de Catanduvas, principal reduto revolucionário.

## Ministro da Guerra
Em 1926, Sezefredo dos Passos foi promovido a general-de-divisão, tendo feito parte da Comissão de Promoções do Exército. Com a ascensão de Washington Luís à presidência da República, foi designado Ministro da Guerra, cargo que exerceu de 15 de novembro de 1926 a 24 de outubro de 1930.
Durante sua gestão, foi promulgada em 1927 a Lei nº 1.569, que criava a arma de Aviação do Exército, dando impulso definitivo ao uso militar da aviação no Brasil. Na oportunidade, adquiriu-se copioso material para essa arma e ampliou-se o Campo dos Afonsos. Foi criada, ainda, a Escola de Educação Física do Exército. Como ministro da Guerra, Sezefredo dos Passos recusou-se a fornecer armas a João Pessoa, presidente da Paraíba, para debelar a luta armada que havia irrompido em Princesa, em 9 de junho de 1930. João Pessoa havia sido candidato à vice-presidência da República na chapa da Aliança Liberal, liderada por Getúlio Vargas, e os aliancistas acusavam o governo federal de ter fomentado a rebelião de Princesa.
Com a Revolução de 1930 e a deposição de Washington Luís, deixou o ministério e foi reformado em 27 de novembro de 1930. Em seguida foi exilado, radicando-se em Portugal. Em outubro de 1932, foi um dos brasileiros que acolheram, no cais de Lisboa, os revolucionários de 1932, exilados pelo governo. Depois de vários anos, regressou ao Brasil e recolheu-se à vida privada. Faleceu no Rio de Janeiro, no dia 18 de outubro de 1941.